# Taiohae

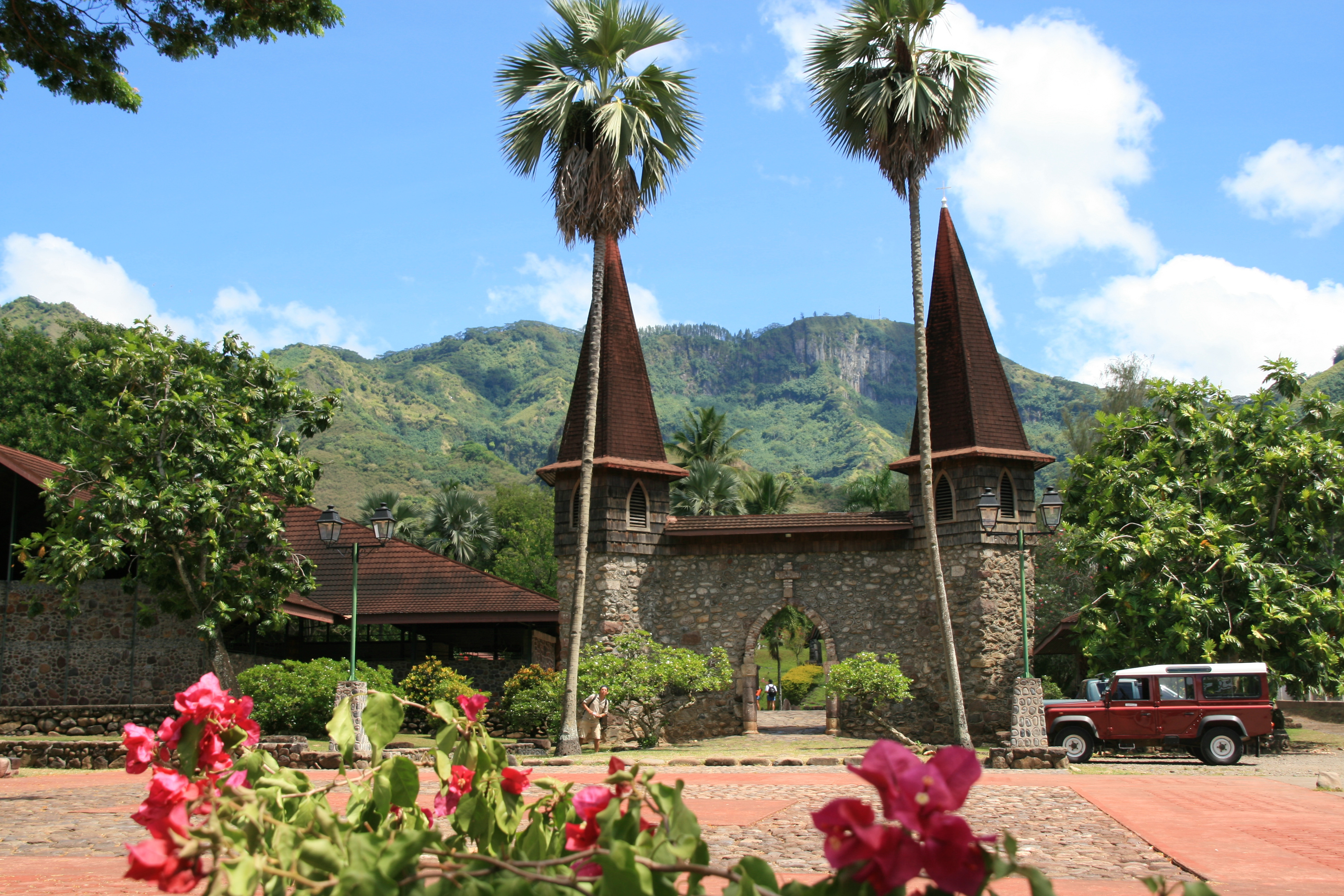
Katedra Notre-Dame de Taiohae

Taohae – miasto w Polinezji Francuskiej, na wyspie Nuku Hiva w archipelagu Markizów. Największe miasto na wyspie. Liczy około 1,7 tys. mieszkańców.